# Wagner e Venezia
Wagner e Venezia è un album del pianista Uri Caine e Ensemble registrato dal vivo a Venezia (tra il 6–9 di giugno, 1997) che contiene composizioni di Richard Wagner e prodotto dalla casa discografica Winter & Winter.

## Tracce
1. "Liebestod"  (Tristan und Isolde) - 7:59
2. "Ouvertüre" (Tannhäuser) - 10:38
3. "Ouvertüre" (Lohengrin, 3.Akt) - 3:59
4. "Prelude" (Tristan und Isolde) - 9:25
5. "Ouvertüre" (Die Meistersinger von Nürnberg) - 9:43
6. "Der Ritt der Walküren" - 4:42
7. "Ouvertüre" (Lohengrin, 1.Akt) - 8:58

## Formazione
- Uri Caine – pianoforte
- Dominic Cortese - fisarmonica
- Mark Feldman, Joyce Hammann - violino
- Erik Friedlander - violoncello
- Drew Gress - Contrabbasso